# Парламентские выборы в Камеруне (1997)
Парламентские выборы состоялись в Камеруне 17 мая 1997 года. Правящее Камерунское народное демократическое движение получило 116 из 180 мест, в том числе в семи округах на дополнительных выборах после того, как первоначальные результаты были отменены Верховным судом из-за серьёзных нарушений.

## Полные результаты
| Партия                                        | Голосов                            | Места     | %     | +/-   |
| --------------------------------------------- | ---------------------------------- | --------- | ----- | ----- |
| Камерунское народное демократическое движение | 1,399,751                          | 109       | 48.46 | +21   |
| Социал-демократический фронт                  | 685,689                            | 43        | 23.74 | Новая |
| Национальный союз за демократию и прогресс    | 392,712                            | 13        | 13.59 | –55   |
| Союз народов Камеруна                         | 78,452                             | 1         | 2.72  | –5    |
| Демократический союз Камеруна                 | 76,644                             | 5         | 2.65  | Новая |
| Движение за оборону Республики                | 71,762                             | 1         | 2.48  | –5    |
| Национальный союз за демократию и прогресс    | 25,658                             | 0         | 0.89  | Новая |
| Союз демократических сил Камеруна             | 19,824                             | 0         | 0.69  | Новая |
| Движение за свободу молодежи Камеруна         | 12,973                             | 1         | 0.45  | Новая |
| Камерунская партия демократов                 | 3,460                              | 0         | 0.12  | 0     |
| Другие                                        | 121,791                            | 0         | 4.22  | –     |
| Недействительные/пустые бюллетени             | Недействительные/пустые бюллетени  | 63,137    | –     | 2.14  |
| Всего                                         | Всего                              | 2,951,853 | 180   | 100   |
| Зарегистрированные избиратели/явка            | Зарегистрированные избиратели/явка | 3,844,330 | –     | 76.78 |
| Источник: African Elections Database          |                                    |           |       |       |